# Mindahalli, Malur
Mindahalli là một làng thuộc tehsil Malur, huyện Kolar, bang Karnataka, Ấn Độ.